# RAF Fylingdales
RAF Fylingdales er en engelsk Royal Air Force (RAF) radarstation i Fylingdales, der udgør en del af BMEWS (Ballistic Missile Early Warning System)
Sammen med Clear Fairbanks, Alaska og J-Site (Thule Air Base) udgør de et samlet militært radarnetværk BMEWS.
54°21′42″N 0°40′11″V / 54.3616°N 0.6697°V